# Rudolf Zeeman
Rudolf Zeeman is een Surinaams politicus. Hij is sinds 2010 lid van De Nationale Assemblée (DNA) voor Broederschap en Eenheid in de Politiek (BEP).

## Biografie
Zeeman is lid van de BEP en werd tijdens de verkiezingen van 2010 in het district Sipaliwini gekozen tot lid van DNA, samen met Waldie Ajaiso. Andere DNA-leden van BEP, uit Brokopondo, waren Ronny Asabina en Diana Pokie. Zijn partij maakte in de eerste jaren deel uit van de regeringscoalitie. In 2012 verleenden hij en Asabina geen quorum (presentie in DNA) tijdens de stemming over de Amnestiewet, die president Bouterse moest ontslaan van rechtsvervolging voor de Decembermoorden. Het weigeren van steun voor de president kwam beide parlementariërs duur te staan. Bouterse deed ze hierna in de ban, waardoor een scheuring ontstond in de BEP.
Tijdens de verkiezingen van 2015 werd hij voor een nieuwe parlementsperiode van vijf jaar gekozen. Hierbij verwierf hij met 1285 stemmen meer kiezers achter zich al lijsttrekker Thea Huur. Nadat Celsius Waterberg in januari 2019 uit de BEP-fractie stapte ging Zeeman met de BEP als eenmansfractie verder in DNA.